# De concordia inter codices
De concordia inter codices je apostolsko pismo u obliku motuproprija pape Franje koje je objavljeno 31. svibnja 2016. godine.
Dokumentom se željelo uskladiti neke norme Zakonika kanonskog prava, Latinske Crkve i Istočnih Crkava. Dokument na poseban način uređuje pitanja vezana uz odnose između osoba koje pripadaju Latinskoj Crkvi i jednoj od Istočnih Crkava.

### Članci
- Marković, Ilija. 2018. Izmjene kanona Zakonika kanonskog prava iz 1983.: Od motu proprija Ad tuendam fidem do motu proprija Magnum principium. Vrhbosnensia. Univerzitet u Sarajevu – Katolički bogoslovni fakultet. Sarajevo. 22 (1): 117–151